# Schefferska huset
Schefferska huset, även känt som Schefferianum, är en liten kvadratisk byggnad vid S:t Eriks torg i centrala Uppsala. Byggnaden är tillsammans med det intilliggande Vetenskapssocietetens hus sedan år 1967 ett byggnadsminne enligt kulturmiljölagen.
Johannes Schefferus hade år 1648 på inrådan av Drottning Kristina flyttat till Uppsala för att tillträda den Skytteanska professuren i statskunskap och vältalighet vid Uppsala universitet. Schefferus var en framstående samlare av antikviteter och naturalier och blev år 1666 ledamot av den då nygrundade Antikvitetskollegium, vars uppdrag var att samla in och bevara fornlämningar i Sverige.
Under 1660-talet lät Schefferus uppföra den lilla kvadratiska byggnaden vid S:t Eriks torg som senare kom att bli känt som Schefferska huset. Byggnaden var avsedd att fungera som ett kuriosakabinett för Schefferus naturalier och är Sveriges äldsta museibyggnad. Huset innehåller även ett arbetsrum och ett bibliotek. Efter Johannes Schefferus död 1679 spreds samlingarna.